# イブニングウェイ
イブニングウェイは、東日本旅客鉄道（JR東日本）が仙台駅 - 小牛田駅・石越駅間を東北本線経由で運行する臨時特別急行列車である。

## 概要
主に週末夜の帰宅時間帯に運行される特急列車である。列車名は「通勤通学客の帰宅の道のりを快適に過ごしてほしい」という趣旨から命名された。
JR東日本において、自社保有の気動車で運行する特急列車としては、1996年（平成8年）から1997年（平成9年）にかけて北上線経由で運行された特急「秋田リレー」以来約28年ぶりとなる。また、東北本線で完結する特急列車としては、2002年（平成14年）に廃止された寝台特急「はくつる」以来約23年ぶりとなる。また、仙台地区における通勤時間帯の着席保証相当の列車としては、2005年（平成17年）から2007年（平成19年）まで常磐線で運行されていた「常磐ホームトレイン」以来約18年ぶりで、仙台駅以北では初の運行となる。

## 運行形態
2025年（令和7年）7月4日から9月26日まで、毎週金曜日の夜時間帯に、仙台発小牛田行き（1号）と仙台発石越行き（3号）を1本ずつ運行する。仙台駅 - 小牛田駅間は最速34分で運行する。また、10月以降も運行を予定している。
運行開始を記念して、7月中の運転日で、仙台駅から乗車した乗客に、仙台駅のNewDaysで使用可能な200円分のクーポン券が配布される。

### 停車駅
仙台駅 → 鹿島台駅 → 松山町駅 → 小牛田駅 → 田尻駅 → 瀬峰駅 → 梅ケ沢駅 → 新田駅 → 石越駅
- 仙台駅 - 鹿島台駅間はノンストップ、鹿島台駅以遠は各駅に停車する[2][6]。
- 小牛田駅にて石巻線・陸羽東線の列車に接続する[1][5][7][注 3]。

### 使用車両
陸羽東線直通の「快速湯けむり号」などで使用される、仙台車両センター小牛田派出所所属のキハ110系気動車レトロラッピング車両2両編成（キハ111-3＋キハ112-3、リクライニングシート搭載、全108席）を使用し、全車指定席で運行される。

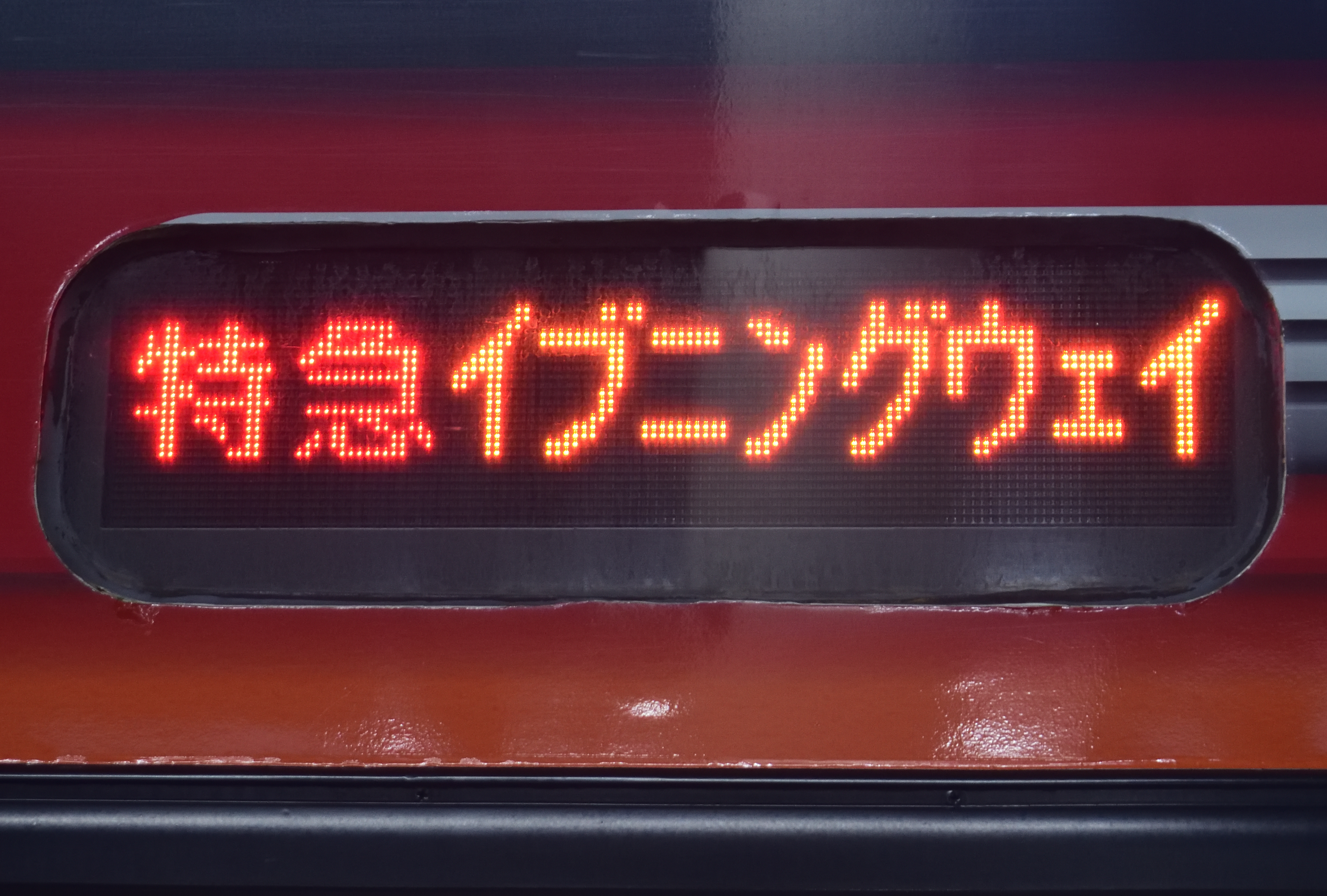
「イブニングウェイ」側面表示 （2025年7月11日）

### 特急料金
| 設定区間   | 通常料金 （指定席特急券） | 在来線チケットレス特急券 （トク割） |
| ---------- | ------------------------- | ----------------------------------- |
| 50 kmまで  | 1,290円                   | 640円                               |
| 100 kmまで | 1,730円                   | 860円                               |

「在来線チケットレス特急券」はえきねっと専用のインターネット予約サービスで、乗車日の1ヶ月前の10時から当日の列車発車時刻まで発売される。